# Puccinia tweediana
Puccinia tweediana är en svampart som beskrevs av T.S. Ramakr. & K. Ramakr. 1948. Puccinia tweediana ingår i släktet Puccinia och familjen Pucciniaceae.   Inga underarter finns listade i Catalogue of Life.